# 紀元前294年
紀元前294年（きげんぜん294ねん）は、ローマ暦の年である。
当時は、「ルキウス・ポストゥミウス・メゲッルスとマルクス・アティリウス・レグルスが共和政ローマ執政官に就任した年」として知られていた（もしくは、それほど使われてはいないが、ローマ建国紀元460年）。紀年法として西暦（キリスト紀元）がヨーロッパで広く普及した中世時代初期以降、この年は紀元前294年と表記されるのが一般的となった。

## 他の紀年法
- 干支 : 丁卯
- 日本
  - 皇紀367年
  - 孝安天皇99年
- 中国
  - 周 - 赧王21年
  - 秦 - 昭襄王13年
  - 楚 - 頃襄王5年
  - 斉 - 湣王7年
  - 燕 - 昭王18年
  - 趙 - 恵文王5年
  - 魏 - 昭王2年
  - 韓 - 釐王2年
- 朝鮮
  - 檀紀2040年
- ベトナム :
- 仏滅紀元 : 251年
- ユダヤ暦 :

## できごと

### ギリシア
- スパルタ王アルキダモス4世は、マンティネアの戦いでマケドニア王デメトリオス1世に敗れたが、デメトリオス1世がリュシマコスとプトレマイオス1世を恐れて撤退したため、スパルタは救われた。
- アレクサンドロス5世は、兄のアンティパトロス2世によって失脚させられた。アレクサンドロス5世はデメトリオス1世に助けを求めたが、デメトリウス1世は自らがマケドニアの王となり、アレクサンドロス5世を殺害した。アンティパトロス2世はマケドニアの王を追われたが、生き残った。
- エピロスのピュロスは、マケドニアの内輪もめを利用し、マケドニアとの国境を広げた。
- リュシマコスは、デメトリオス1世と和平を結び、デメトリオス1世をマケドニア王として認めた。

### 共和政ローマ
- 執政官のポストゥミウス・メゲッルスとアティリウス・レグルスはエトルリアとサムニウム人に勝利し双方ともに凱旋式を挙行した。
- ケンソルのプブリウス・コルネリウス・アルウィナとガイウス・マルキウス・ルティルス・ケンソリヌスによって戸口調査が行われ、ローマの人口は262,321人であった。

### エジプト
- プトレマイオス1世は、キプロスと、フェニキアの都市ティルスとサイダの支配権を得た。

### セレウコス朝
- デメトリオス1世の娘でセレウコス1世の妻のストラトニケは、義子のアンティオコス1世と結婚した。セレウコス1世は、息子が義母への恋患いにより死に瀕していると医師エラシストラトスから知らされると、両者の結婚を進めたと伝えられている。

### 中国
- 秦が魏軍を解で撃破した。